# Nu Gruis
Nu Gruis (41 Gruis) é uma estrela na direção da constelação de Grus. Possui uma ascensão reta de 22h 28m 39.18s e uma declinação de −39° 07′ 53.0″. Sua magnitude aparente é igual a 5.47. Considerando sua distância de 262 anos-luz em relação à Terra, sua magnitude absoluta é igual a 0.94. Pertence à classe espectral G8III.